# جدعون إس. إيفز
جدعون إس. إيفز هو محامي وسياسي أمريكي، ولد في 19 يناير 1846 في ديكينسون ،مقاطعة فرانكلين في الولايات المتحدة، وتوفي في 20 ديسمبر 1927 في سانت بول في الولايات المتحدة. نشط حزبياً في الحزب الجمهوري. وقد انتخب عضو مجلس ولاية مينيسوتا ‏ وانتخب نائب حاكم ولاية مينيسوتا ‏.